# La femme est l'avenir de l'homme (film)
Pour les articles homonymes, voir La femme est l'avenir de l'homme.
Pour plus de détails, voir Fiche technique et Distribution.
La Femme est l'avenir de l'homme (여자는 남자의 미래다, Yeojaneun namjaui miraeda) est un film franco-coréen de Hong Sang-soo sorti en 2004

## Synopsis
Hunjoo, jeune cinéaste qui n'a pas percé, revient des États-Unis et rend visite à son ami des années d'université, Munho, devenu professeur d'art plastique. Ils passent l'après-midi à boire et à évoquer des souvenirs, le principal étant celui de Sunhwa, la fille dont ils ont été amoureux tous les deux. Un peu ivres et séduits par la neige qui tombe, ils décident de rattraper le passé et de rendre visite à Sunhwa. 

## Fiche technique
- Titre :  La femme est l'avenir de l'homme
- Titre original : 여자는 남자의 미래다 (Yeojaneun namjaui miraeda)
- Réalisation et scénario : Hong Sang-soo
- Montage : Ham Sungwon
- Photo : Yi Kangsang
- Son : An Sangho
- Musique : Chong Yongjin
- Production : Mirashin Korea, MK2
- Langue : coréen
- Format : couleur - 1,85:1
- Durée : 88 minutes
- Dates de sortie : 
  - 14 mai 2004 (Corée)
  - 17 mai 2004 (Festival de Cannes)
  - 19 mai 2004 (France)

## Distribution
- Kim Tae-woo : Hunjoon
- Sung Hyun-ah : Sunhwa
- Yu Ji-tae : Munho

## Autour du film
- La femme est l'avenir de l'homme est aussi une phrase du poète Louis Aragon, dont le chanteur Jean Ferrat a fait le titre d'une de ses chansons.